# Leighton House Museum

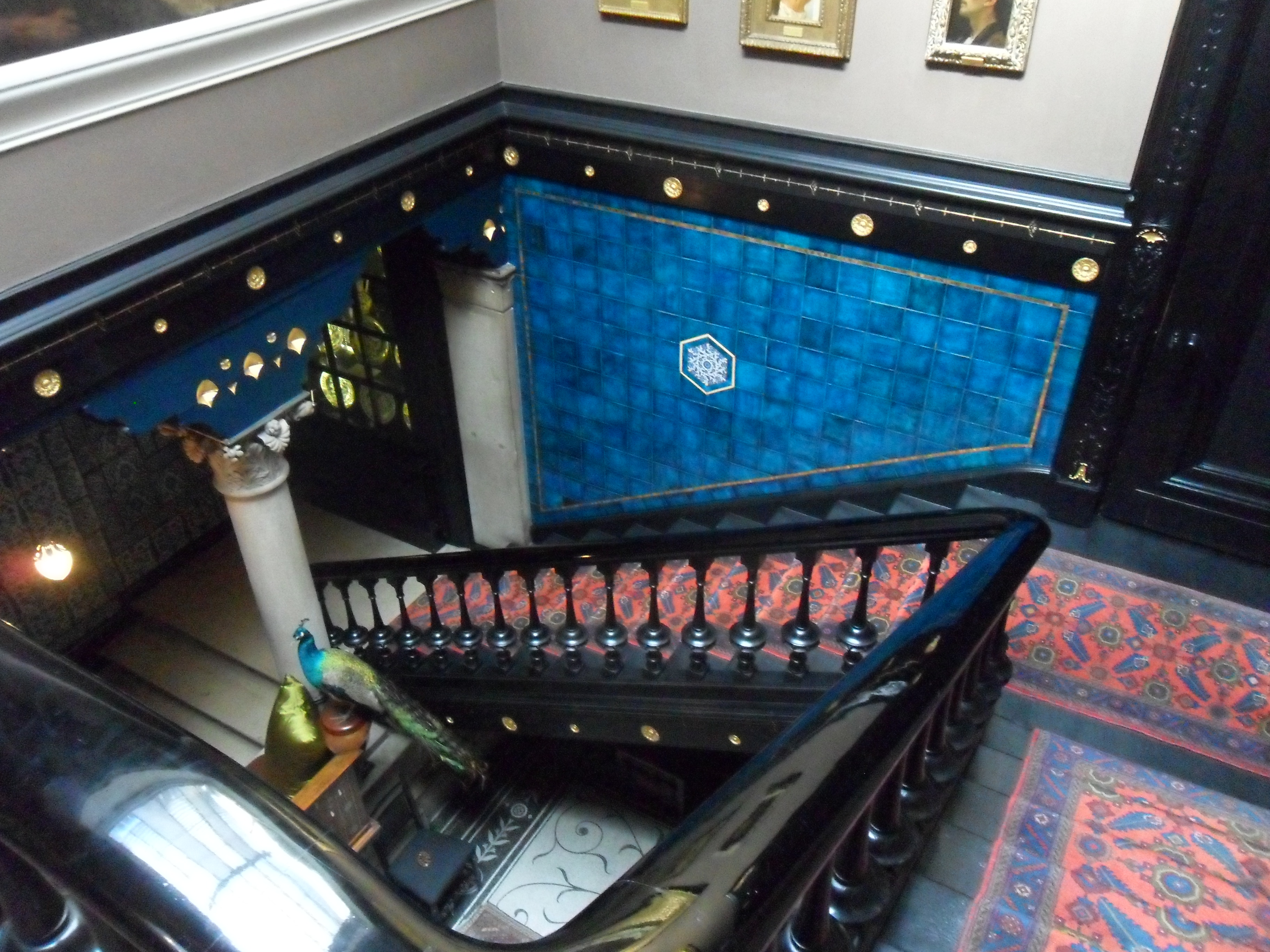
Schody w Leighton House

Leighton House Museum – muzeum sztuki oraz zabytkowy dom położony w okolicy Holland Park w dzielnicy Royal Borough of Kensington and Chelsea w zachodnim Londynie. Był domem malarza Frederica Leightona (1830-1886), który zlecił architektowi i projektantowi George'owi Aitchisonowi zbudowanie dla niego budynku, które będzie połączeniem domu i pracowni. W budynku znajduje się Qa'a, pokój stworzony z płytek i innych elementów zakupionych na Bliskim Wschodzie. Budowa trwała w latach 1866-1895 i znajduje się obecnie na liście zabytków II stopnia. Słynie z orientalnych i estetycznych wnętrz.

## Muzeum
Muzeum jest otwarte dla publiczności od 1929. W 1958 Rada Hrabstwa Londyn upamiętniła Leightona, umieszczając niebieską tablicę na budynku muzeum. W 2012 muzeum otrzymało Nagrodę Unii Europejskiej w Dziedzinie Dziedzictwa Kulturowego (Nagrodę Europa Nostra). Muzeum jest otwarte codziennie, z wyjątkiem wtorków, i stanowi uzupełnienie muzeum przy 18 Stafford Terrace, będącego kolejnym domem wiktoriańskiego artysty w Kensington.